# Rhaphitelus ladenbergii
Rhaphitelus ladenbergii är en stekelart som först beskrevs av Julius Theodor Christian Ratzeburg 1844.  Rhaphitelus ladenbergii ingår i släktet Rhaphitelus och familjen puppglanssteklar. Inga underarter finns listade i Catalogue of Life.